# Белобровцева, Ирина Захаровна
Ирина Захаровна Белобровцева (эст. Irina Belobrovtseva; род. 1 апреля 1946, Рига, Латвийская ССР) — эстонский литературовед, доктор филологических наук, профессор по русской литературе Института славянских языков и культур Таллинского университета.

## Биография
Изучала русскую филологию в Тартуском университете под руководством Ю. М. Лотмана и З. Г. Минц. Первоначально занималась изучением творчества Владимира Маяковского, затем в значительной степени переключилась на исследование произведений Михаила Булгакова. В 1971—1975 годах работала старшим преподавателем Таллиннского педагогического института. В 1975 году была отстранена от работы в этом институте по политическим причинам.
В 1979—1986 годах работала переводчиком в Институте экономики Академии наук Эстонской ССР.
В 1986 году вернулась к академической карьере в Таллиннском университете, защитила кандидатскую диссертацию «Владимир Маяковский и художественные поиски ЛЕФа» в Московском педагогическом государственном университете, затем докторскую диссертацию в Тартуском университете. Профессор Таллинского университета.
Автор эстонских учебников по русской и эстонской литературе.
Совместно с мужем Виталием Белобровцевым перевела с эстонского более 50 книг, пьес и киносценариев.
В 1990 году выступила одним из основателей таллинского русскоязычного издательства «Александра», затем основала издательство «Авенариус».
В 2002 году по инициативе Ирины Белобровцевой в Эстонии было создано Общество Давида Самойлова.
Сын — Вадим Белобровцев, эстонский политик, быший вице-мэр Таллина.
Дочь — Ольга Белобровцева, консультант по стратегии и маркетингу.

## Награды
- 2009 г. — лауреат Государственной премии Эстонской Республики по науке
- Премия фонда Капитала культуры и Эстонского радио
- 2010 г. — орден Белой звезды 4-й степени
- 2016 г. — орден «За заслуги перед Таллином».